# Erwin Softic
Erwin Softic (* 13. Oktober 2001) ist ein österreichischer Fußballspieler.

## Karriere

### Verein
Softic begann seine Karriere beim SK Enns. 2015 kam er in die AKA Linz, in der er fortan sämtliche Altersstufen durchlief.
Ab der Saison 2018/19 sollte er zusätzlich für den FC Juniors OÖ in der 2. Liga zum Einsatz kommen. Sein Debüt in der zweithöchsten Spielklasse gab er im November 2018, als er am 14. Spieltag jener Saison gegen den SKU Amstetten in der 87. Minute für Marcel Monsberger eingewechselt wurde.
Im Februar 2021 erhielt Softic einen bis Juni 2023 laufenden Profivertrag beim LASK. Zu einem Profieinsatz bei den Linzern kam er aber nie. Für die Juniors absolvierte er insgesamt 50 Zweitligapartien, ehe sich das Team 2022 aus dem Profibereich zurückzog und in die Regionalliga abstieg. In dieser kam Softic dann aber 2022/23 nur einmal zum Einsatz.
Zur Saison 2023/24 wechselte er innerhalb von Linz zum Bundesligisten FC Blau-Weiß Linz, bei dem er einen bis 2025 laufenden Vertrag erhielt. Verletzungsbedingt kam er in seinem ersten Halbjahr aber nie zum Einsatz. Im Februar 2024 wurde er daraufhin an den Regionalligisten SV Wallern verliehen. Für Wallern kam er während der Leihe zu vier Regionalligaeinsätzen. Im Juli 2024 wurde er fest von Wallern verpflichtet.

### Nationalmannschaft
Softic debütierte im Oktober 2018 gegen die Schweiz für das österreichische U-18-Team. Im März 2020 spielte er gegen Slowenien erstmals für die U-19-Mannschaft.